# Microstylum vica
Microstylum vica är en tvåvingeart som först beskrevs av Walker 1849.  Microstylum vica ingår i släktet Microstylum och familjen rovflugor. Inga underarter finns listade i Catalogue of Life.